# Pepsideild 2016
Die Pepsideild 2016 war die 105. Spielzeit der höchsten isländischen Fußballliga. Sie begann am 1. Mai 2016 und endete am 1. Oktober 2016 mit dem 22. Spieltag.

## Modus
Die zwölf Teams der Liga spielten in einer einfachen Hin- und Rückrunde gegeneinander, so dass jedes Team 22 Spiele absolvierte. Die zwei letztplatzierten Mannschaften stiegen zum Saisonende ab.
Der Meister war für die Qualifikation der Champions League 2017/18 zugelassen, die zweit- und drittplatzierte Mannschaft sowie der Pokalsieger zu jener für die Europa League.

## Vereine
Im Vergleich zum Vorjahr veränderte sich die Ligazusammensetzung folgendermaßen: Leiknir Reykjavík und Keflavík ÍF stiegen als elft- bzw. zwölftplatziertes Team der Saison 2015 in die 1. deild karla (2. Leistungsstufe) ab. Der dortige Meister UMF Víkingur sowie der zweitplatzierte Þróttur Reykjavík stiegen dagegen in die erste Liga auf.
| Verein               | Wappen                   | Stadt          | Stadion          | Kapazität |
| -------------------- | ------------------------ | -------------- | ---------------- | --------- |
| ÍA Akranes           | ÍA Akranes               | Akranes        | Norðurálsvöllur  | 04.850    |
| FH Hafnarfjörður     | FH Hafnarfjörður         | Hafnarfjörður  | Kaplakriki       | 06.738    |
| Breiðablik Kópavogur | Breiðablik Kópavogur     | Kópavogur      | Kópavogsvöllur   | 05.501    |
| Fjölnir Reykjavík    | Fjölnir Reykjavík        | Reykjavík      | Fjölnisvöllur    | 01.300    |
| ÍF Fylkir Reykjavík  | ÍF Fylkir Reykjavík      | Reykjavík      | Fylkisvöllur     | 02.872    |
| KR Reykjavík         | KR Reykjavík             | Reykjavík      | KR-völlur        | 03.333    |
| Þróttur Reykjavík    | Þróttur Reykjavík        | Reykjavík      | Valbjarnarvöllur | 05.478    |
| Valur Reykjavík      |                          | Reykjavík      | Hlíðarendi       | 03.000    |
| Víkingur Reykjavík   | Víkingur Reykjavík       | Reykjavík      | Víkin            | 01.100    |
| UMF Stjarnan         | Ungmennafélagið Stjarnan | Garðabær       | Stjörnuvöllur    | 01.292    |
| ÍBV Vestmannaeyjar   | ÍB Vestmannaeyja         | Vestmannaeyjar | Hásteinsvöllur   | 02.834    |
| UMF Víkingur         | UMF Víkingur             | Ólafsvík       | Ólafsvíkurvöllur | 01.130    |

## Abschlusstabelle
| Pl. | Verein                | Sp. | S  | U | N  | Tore    | Diff. | Punkte |
| --- | --------------------- | --- | -- | - | -- | ------- | ----- | ------ |
| 1.  | FH Hafnarfjörður (M)  | 22  | 12 | 7 | 3  | 032:170 | +15   | 43     |
| 2.  | UMF Stjarnan          | 22  | 12 | 3 | 7  | 043:310 | +12   | 39     |
| 3.  | KR Reykjavík          | 22  | 11 | 5 | 6  | 029:200 | +9    | 38     |
| 4.  | Fjölnir Reykjavík     | 22  | 11 | 4 | 7  | 042:250 | +17   | 37     |
| 5.  | Valur Reykjavík (P)   | 22  | 10 | 5 | 7  | 041:280 | +13   | 35     |
| 6.  | Breiðablik Kópavogur  | 22  | 10 | 5 | 7  | 027:200 | +7    | 35     |
| 7.  | Víkingur Reykjavík    | 22  | 9  | 5 | 8  | 029:320 | −3    | 32     |
| 8.  | ÍA Akranes            | 22  | 10 | 1 | 11 | 028:330 | −5    | 31     |
| 9.  | ÍBV Vestmannaeyjar    | 22  | 6  | 5 | 11 | 023:270 | −4    | 23     |
| 10. | UMF Víkingur (N)      | 22  | 5  | 6 | 11 | 023:380 | −15   | 21     |
| 11. | ÍF Fylkir Reykjavík   | 22  | 4  | 7 | 11 | 025:400 | −15   | 19     |
| 12. | Þróttur Reykjavík (N) | 22  | 3  | 5 | 14 | 019:500 | −31   | 14     |

| (M) | amtierender isländischer Meister     |
| (P) | amtierender isländischer Pokalsieger |
| (N) | Neuaufsteiger der letzten Saison     |